# Catedral metropolitana de Medellín
A Catedral Metropolitana de Medellín, oficialmente Catedral Basílica Metropolitana da Imaculada Concepção de Maria, é uma catedral de culto católico dedicada à Virgem Maria através da Imaculada Conceição. Está situada na zona central da cidade de Medellín (Colômbia), no bairro Villanueva, no lado norte do Parque de Bolívar. Ademais, o templo foi chamado antigamente e ainda se lhe conhece mas em menor medida como Catedral de Villanueva, especialmente durante sua construção para distinguir da Igreja da Candelaria, que então era sede episcopal.
A catedral é o principal templo da Arquidiocese de Medellín, sede do Arcebispo, bem como do Capítulo Metropolitano. Igualmente, é a sede da "Paroquia da Catedral". Em 1948, o Papa Pío XII concedeu-lhe ao templo o título litúrgico de Basílica Menor em 12 de junho desse mesmo ano.
O edifício foi desenhado pelo arquitecto francês Charles Émile Carré (1863-1909), em estilo neo-românico, e conta com uma planta em cruz latina, com três naves longitudinais que são atravessadas pela nave transversal, e suas duas torres têm 66 metros de altura até à cruz.
Além disso, é uma grande estrutura de tijolo maciço, pois para sua construção utilizaram-se aproximadamente 1.120.000 tijolos de 8 decímetros cúbicos a cada um (unidos entre si com argamasa), os quais envolvem um volume de 97.000 metros cúbicos.
Por seu valor histórico e por ser uma das principais obras arquitectónicas do país, foi declarada Monumento Nacional de Colômbia o 12 de março de 1982.
Também possui um pequeno museu de arte religiosa, localizado numa sala contígua à basílica, e não se encontra aberto ao público. A colecção conta aproximadamente 40 obras pictóricas (entre os séculos XVII, XVIII, e XIX) e 15 obras de escultura (entre os séculos XVIII e XIX).

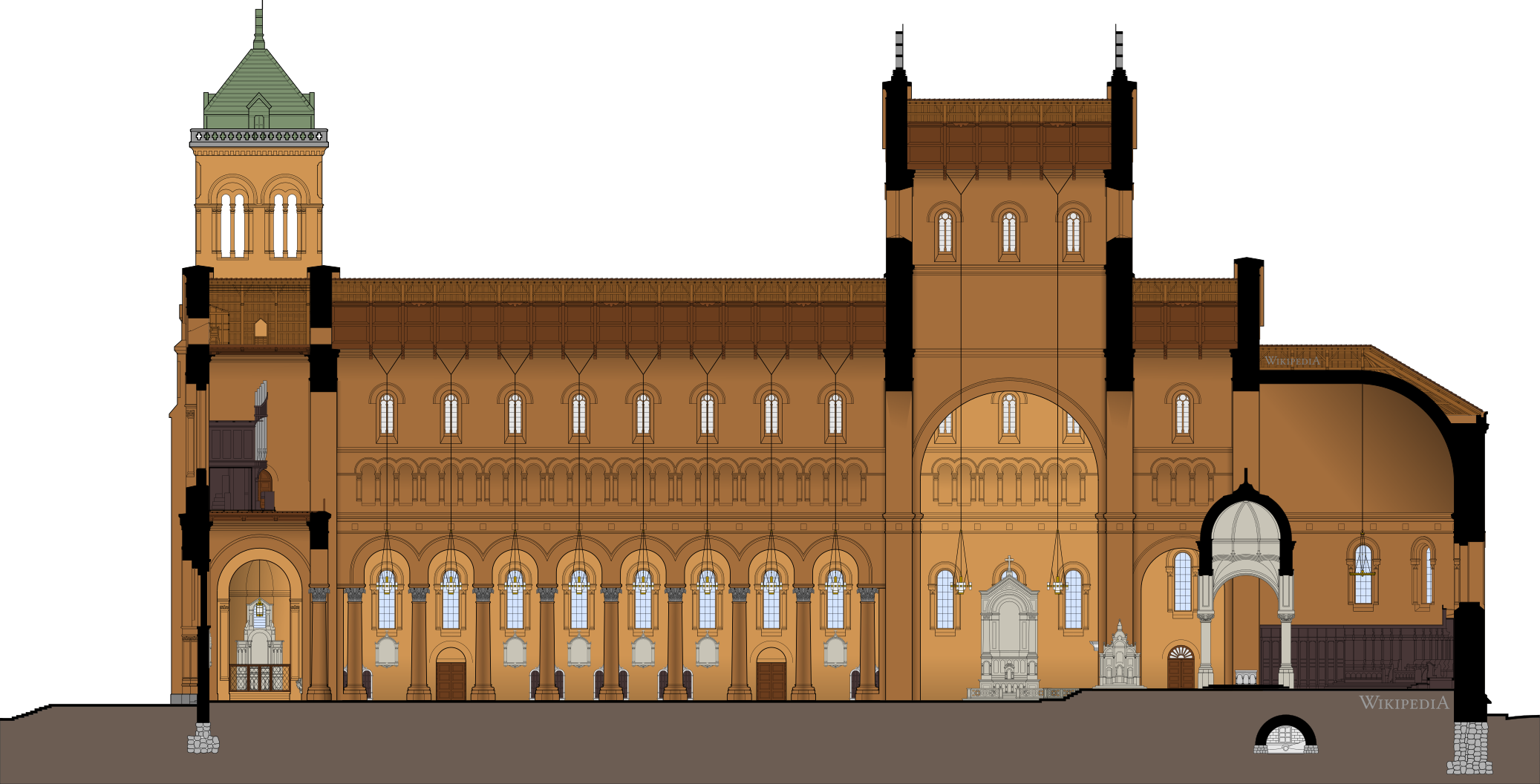
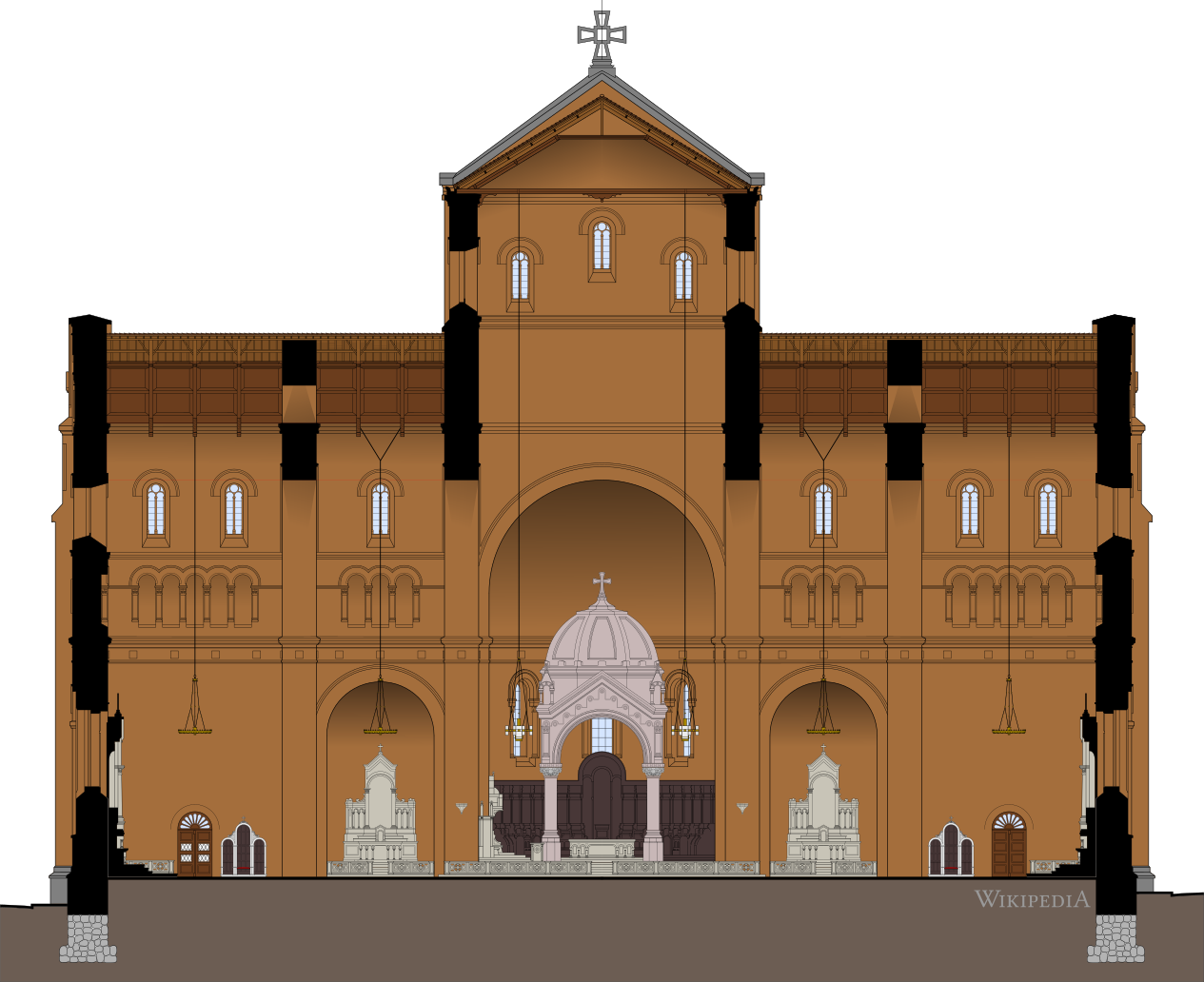